# Eumops underwoodi
Eumops underwoodi — вид кажанів родини молосових.

## Середовище проживання
Країни мешкання: Беліз, Коста-Рика, Сальвадор, Гватемала, Гондурас, Мексика, Нікарагуа, США. Зустрічається від низовин до 1300 м над рівнем моря. Проживає, як правило, в сухих лісах і посушливих районах, іноді в напівлистопадних лісах.

## Морфологія
Морфометрія. Довжина голови й тіла: 95—112, хвіст: 48—66, задні ступні: 15—19, вуха: 26—33, передпліччя: 66—74, вага: 40—60.
Опис. Вид великого розміру. Хутро біле біля кореня, кінчики сіро-коричневі на спині. Обличчям рожевувате, губи гладкі. Вуха широкі, але не довгі, не доходять до кінчика носа, коли висуваються вперед. Крила довгі і вузькі.

## Стиль життя
Літає швидко і високо, полює на великих комах, у тому числі великих (до 60 мм) жуків і коників. Самиця народжує одне маля в червні чи липні.